# Guadalupe Victoria
För andra betydelser, se Guadalupe Victoria (olika betydelser).
Guadalupe Vitoria, född José Miguel Ramón Adaucto Fernández y Félix 29 september 1786, död 21 mars 1843, var en mexikansk general och politiker. Han stred mot det spanska imperiet under Mexikanska frihetskriget. 10 oktober 1824 blev han Mexikos första president. Namnet Guadalupe Victoria tog han efter Mexikos skyddshelgon Virgen de Guadalupe och det spanska ordet för seger.